# 7,92×57 Mauser
7,92×57 Mauser (tudi 8×57 IS ali 8 mm Mauser) je puškovni naboj, ki izvira iz leta 1905 in je v bistvu le izboljšan naboj 8×57 I (M88), od katerega se razlikuje le po lažji, zašiljeni in malce ožji krogli. Po svetu se je razširil s priljubljenimi repetirkami znamke Mauser in se je uporabljal za različne mitraljeze, puškomitraljeze in polavtomatske puške. Po drugi svetovni vojni je skoraj povsem izginil iz vojaške uporabe, ohranil se je predvsem pri orožju jugoslovanske proizvodnje in je še vedno v oborožitvi Slovenske vojske.
V civilnem oziroma lovskem orožju pa je še vedno zelo razširjen, saj sodi med močnejše naboje in je kot tak primeren za lov na visoko divjad.

## Jugoslavija
Naboj kalibra 7,9 mm je bil sprejet za standardni naboj vojske Kraljevine SHS že leta 1924, s puškami Mauser M24 in se je uporabljal med drugo svetovno vojno. Po vojni sta bili v SFR Jugoslaviji v uporabi dve glani različici naboja; M49 in M75.
Naboj M49 se je večinoma uporabljal v repetirkah Zastava M48 in puškomitraljezih M53 (šarac), prepoznamo ga po rdeči obrobi netilke. Natančnejši in kvalitetnejše izdelani naboj M75 se večinoma uporablja v ostrostrelskih puškah Zastava M76 in ga lahko prepoznamo po vijoličasti obrobi netilke. Poleg dveh glavnih različic sta bila v uporabi tudi markirni naboj z nazivom M70 in manevrski naboj z nazivom M69.

### Tabela lastnosti
| Različica | Tip naboja            | Masa krogle | Polnilo             | Skupna masa | Skupna dolžina | Hitrost na ustju | Barva netilke |
| --------- | --------------------- | ----------- | ------------------- | ----------- | -------------- | ---------------- | ------------- |
| M49       | krogleni              | 12,85 g     | 3 g nitroceluloze   | 26,8 g      | 80,6 mm        | 720 m/s          | rdeča         |
| M69       | manevrski             |             | 1 g nitroceluloze   | 12,6 g      | 71 mm          |                  | brez          |
| M70       | markirni              | 12,55 g     | 2,9 g nitroceluloze | 26,5 g      | 80,6 mm        | 705 m/s          | brez          |
| M75       | ostrostrelni krogleni | 12,85 g     | 3 g nitroceluloze D | 26,8 g      | 80,6 mm        | 720 m/s          | vijoličasta   |

## Orožje, ki uporablja ta naboj
| Puške: - mavzerice - Gewehr 98 - Karabiner 98k - Mauser M24 - Zastava M48 - Zastava M69 - vz. 24 - wz. 29 in mnoge druge - Gewehr 88 - Zastava M76 - Hakim - poljska predelava Mosin-Nagant | Mitraljezi: - MG 08 - MG 34 - MG 42 - ZB vz. 26 - ZB vz. 30 - ZB-53 vz. 37 - BESA - češkoslovaški Schwarzlose vz. 07/24 in vz. 24 - Browning wz. 28 - Ckm wz. 30 - poljski Lewis |